# Peter Dicke

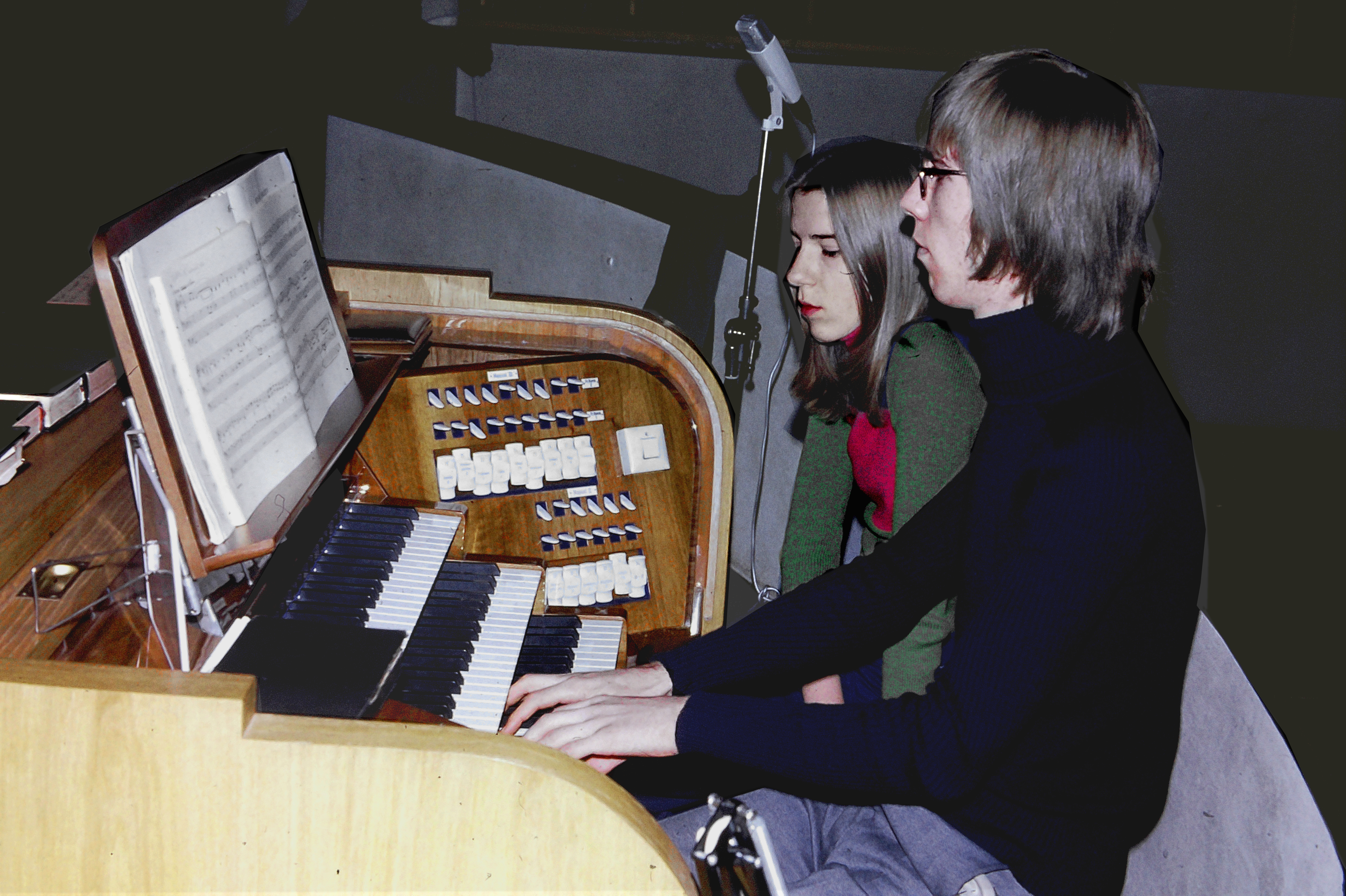
Peter Dicke 1975 in einem Konzert an der damaligen Orgel der Kirche St. Mauritius Kärlich, neben ihm seine Schwester

Peter Dicke (* 24. Januar 1956) ist ein deutscher Organist und Musikpädagoge.

## Leben
Schon als vierzehnjähriger Schüler absolvierte er das katholische B-Examen. Nach dem Abitur 1974 am Koblenzer Görres-Gymnasium studierte Dicke Schulmusik, Orgel und Klavier in Köln. Zusätzlich zu den Diplomen in diesen Fächern legte er das Konzertexamen für Orgel ab. Seit 1966 war er Organist in verschiedenen kleineren Gemeinden, bevor er von 1973 bis 1979 Organist der Abtei Maria Laach war. 1977 erhielt er einen Lehrauftrag für Orgel und Orgelimprovisation an der Kölner Musikhochschule. Von 1995 bis 1998 versah er dort eine Vertretungsprofessur. Seit 1998 lehrt er als Gastdozent an den russischen Musikhochschulen in Kasan und Saratow. Derzeit (2011) ist er wieder in verschiedenen kleineren Gemeinden tätig.
Dicke ist auch als Herausgeber von Klavier- und Orgelmusik im Verlag Dohr, Köln, unter anderem mit Editionen von Max Reger, Joseph Rheinberger, Pietro Pompeo Sales und Fanny Hensel, und als Autor einer Instrumentalschule für junge Orgelspieler im Verlag Schott, Mainz hervorgetreten.

## Schüler
- Thomas Schmidt

## Tondokumente
- Improvisationen über gregorianische Themen. Psallite, Maria Laach, 1974.
- Musikalisches Opfer von Bach. Orgeltranskription. Psallite, Maria Laach, 1980.
- Kagel: Musik für Tasteninstrumente. Col Legno, 1990.
- Rheinberger: 7. Sonate. Capriccio, 1997.
- Fanny Hensel: Orgel- und Klaviermusik. SR, 2002.
- Orgelmusik in St. Michael Köln. SR, 2001.
- Orgelmusik am Hof des Kurfürsten Clemens Wenzeslaus. Verlag Dohr, 2004.
- Bach: Concerti and Toccatas. SR, 2005.